# 奥迪TT
奥迪TT是奥迪公司开发的一款雙門跑车（Sports Car），1998年首次上市，目前已經發展到第三代。前兩代由奧迪子公司奧迪匈牙利汽車公司負責組裝，組裝基地設在杰尔，漆料和車身主要殼件都出自德國英戈爾施塔特的奧迪總部。而第三代TT的主要零件生產和組裝都由奧迪匈牙利汽車公司全權負責。
從第一代到第三代TT，每一代都有推出2+2雙門跑車（Coupé）車型和雙座敞篷車（Roadster）車型，並採用以奧迪A4（PQ34）為基礎的大众集团A平台來作為後續幾代產品的延伸開發。這樣的平台共享，也讓奧迪TT與其相同平台的孿生車型具有相似的動力系統和懸吊系統，這當中包含了：前置前驅的橫置引擎（Transverse Engine）、前輪驅動或智慧型恆時四輪驅動（quattro）系統，以及使用麥花臣懸吊式獨立懸吊系統。

## 起源
TT獨特的外型設計是在1994年的春天，於美國加州的福斯集團設計中心內被首度提出。並且在1995年的法蘭克福車展被作為一部實體概念車展示。初代TT外型是由 J Mays 和 Freeman Thomas 聯手設計，內裝設計的部分則有 Hartmut Warkuss、Peter Schreyer、Martin Smith 和 Romulus Rost 等人共同協力設計。
奧迪TT是第一款運用雷射焊技術的車款，這讓初代TT可以有無縫式的外觀設計，但也因為這項技術的門檻使得第一代TT延遲了量產上市的時程。奧迪TT一開始還沒有自動變速箱選配，而是採用純手動變速箱。一直到2003年雙離合器六速直排變速箱（DSG）問世，在英國市售版的TT，成為了全世界第一個右駕車輛配置雙離合變速箱的車款；而全球最早的左駕車輛配置雙離合變速箱車款則為同集團的第四代福斯Golf。

## 命名
奧迪TT的名字源於紀念NSU車廠在英國曼島TT賽（Tourist Trophy）摩托車賽車中的輝煌戰績。
NSU於1907年開始在曼島TT賽參賽，英國經理馬丁·蓋格（Martin Geiger）在單缸比賽中獲得第五名。1938年的曼島TT賽輕量級比賽由埃瓦爾德·克魯格（Ewald Kluge）以250 cc增壓DKW摩托車獲勝，隨後DKW和NSU公司合併為現在被稱為奧迪。
奧迪TT也沿襲了1960年代的NSU 1000TT，1200TT和TTS賽車的名字。
TT這個名稱也被認為是科技（Technology）與傳統（Tradition）這兩者的縮寫。

## 第一代TT Mk1 (Type 8N, 1998–2006)

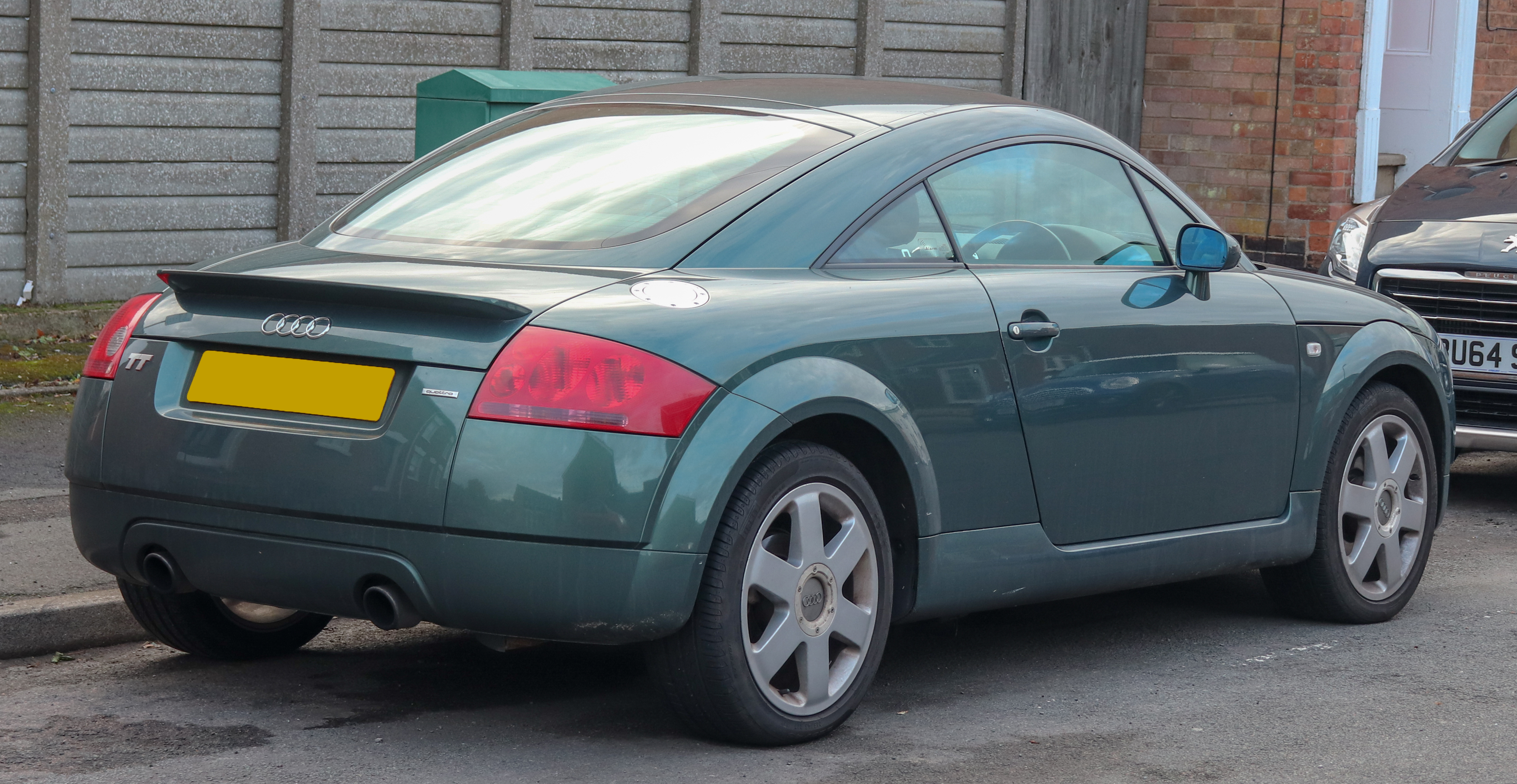
奧迪TT Quattro 1.8T 改款前

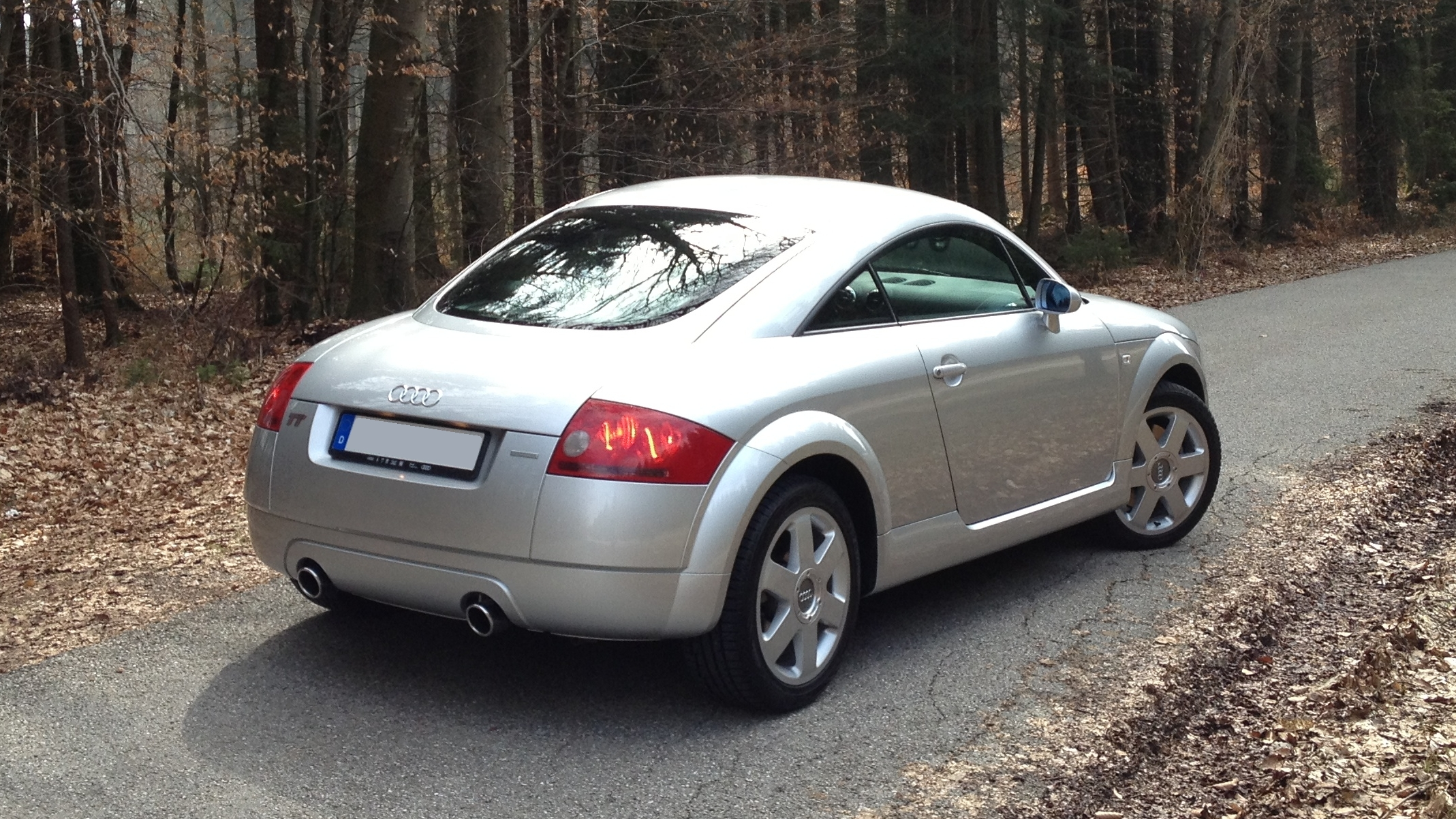
奧迪TT Quattro 1.8T，未因召回而加裝後擾流板前

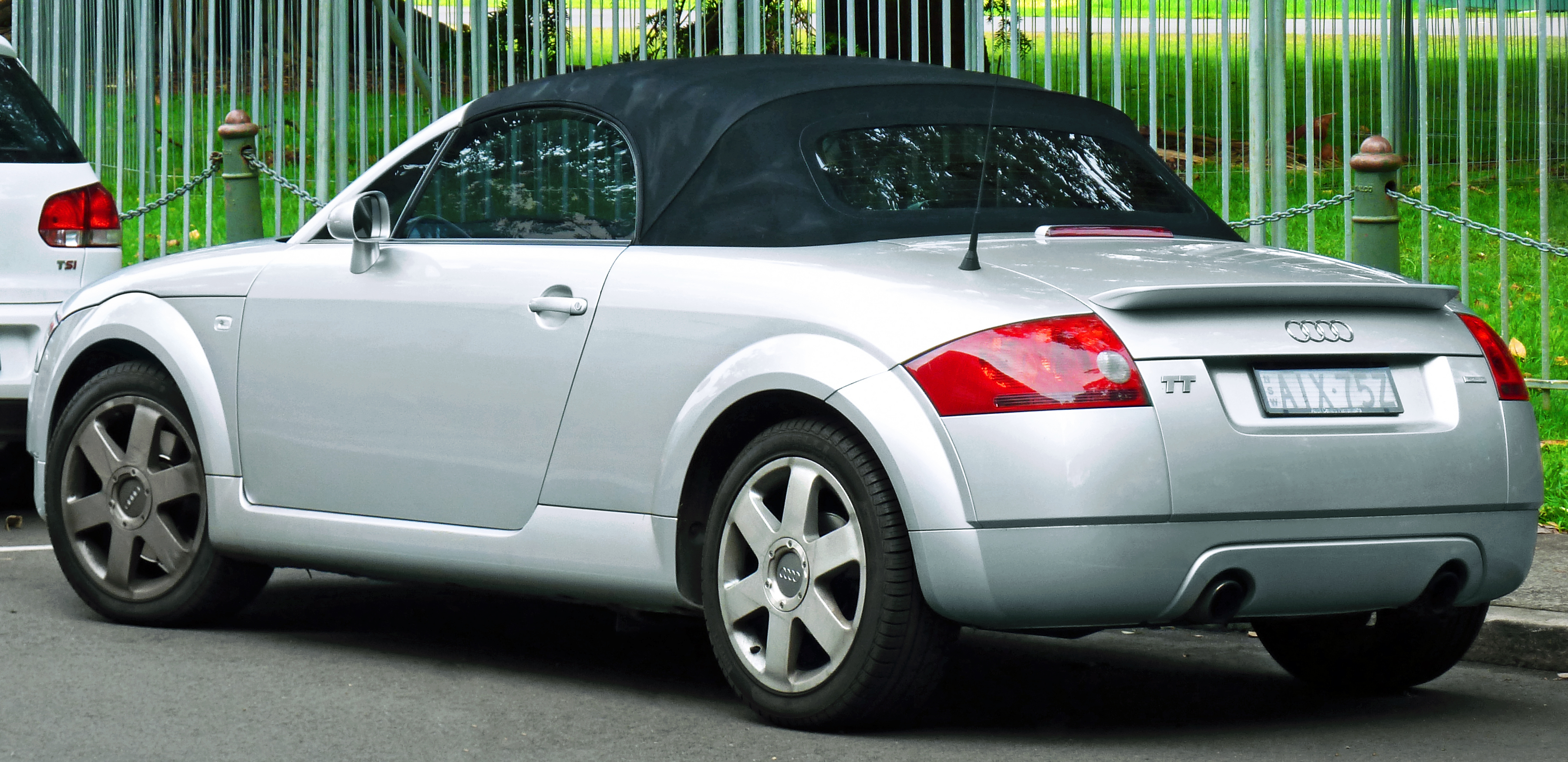
奧迪TT 1.8T 敞篷跑車

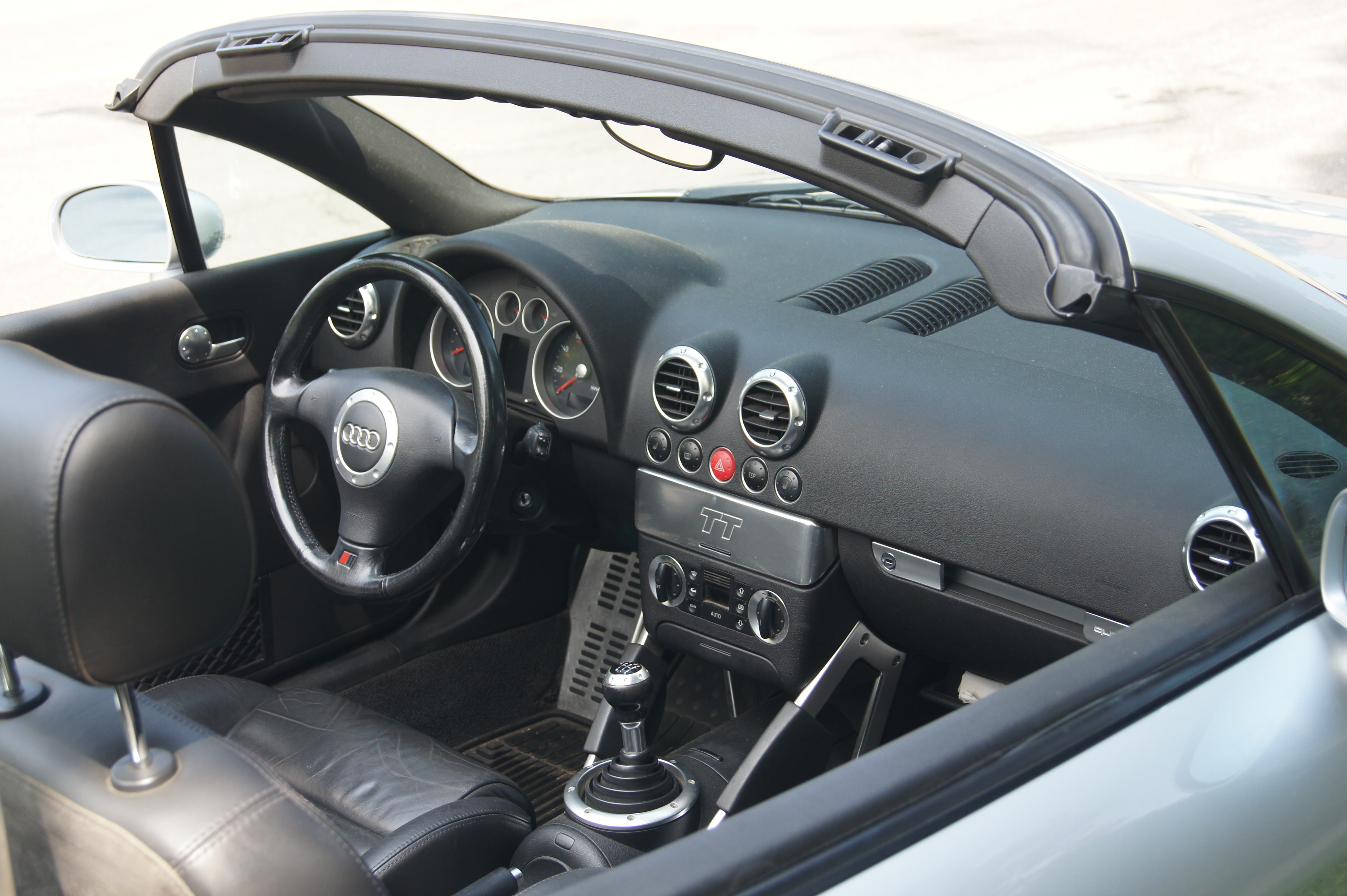
車室內裝

TT 初代量產車型（奧迪內部型號：8N）於1998年9月作為雙門跑車（Coupé）推出，隨後於1999年8月推出了敞篷車型（Roadster）。與第四代福斯Golf、第一代奧迪A3和第一代 Škoda Octavia等等車款一樣，奧迪TT是以福斯集團A平台-A4 (PQ34)作為基礎開發。除了略微修改的保險桿以及車門後方四分之一的車窗玻璃外，TT的量產車與概念車差異不大。於1998年10月開始量產上市。
早期的TT車型曾經一度因為一系列的高速死亡車禍事故而受到新聞媒體高度關注，這些事故通常肇因於突然變換車道或急轉彎時，或以超過 112 mph（每小時 180 公里）的高速行駛，從而導致死亡車禍。奧迪曾經在1999年至2000年召回了雙門跑車和敞篷跑車車型，以提高TT在超高速行駛時的操控性。奧迪的車身動態穩定系統（ESP）或驅動防滑系統（ASR），以及後擾流板都被加裝到召回車輛中，並對懸吊系統進行了修改。 所有的安全性修正也都實施到後續生產的車型中。
奧迪TT被提名為2000年北美年度風雲車大獎。它還被《汽車和駕駛員》雜誌評為2000年和2001年的十大最佳汽車。到2003年，奧迪為TT進行了小改款， 一些小的外觀和實用性改進。
第一代奧迪TT（8N/Mk1）於2006年6月正式停產。

### TT quattro Sport
2005年，奧迪發布了一款限量的雙門轎跑車版TT（在英國最終銷售 800 輛，而不是最初計劃的 1,000 輛），這款限量車被命名為奧迪「TT quattro Sport」，在歐洲又被稱為奧迪 TT Club Sport。由奧迪旗下專門研發生產高性能車款的子公司 quattro GmbH 製造，將 1.8 升渦輪增壓引擎提升至 240 匹馬力（177 kW; 237 hp）和320 N·m（236 lbf·ft）的扭矩，重量更減輕了75公斤，來到 1,390 公斤。從零到一百公里的加速只需 5.9 秒，電子限速為時速 249 公里。

### 訴訟
第一代TT的特定年份型號在美國曾經面臨兩個民事訴訟的集體訴訟案件。
2007年6月22日，Pearson、Simon、Soter、Warshaw 和 Penny，LLP 和 Robert L. Starr 律師事務所對大眾汽車集團美國總部提起了集體訴訟，聲稱 1999 至 2003 年間搭載 1.8 升渦輪增壓引擎的奧迪和福斯車款，正時皮帶耐用度不足。牽涉到的車款包括了：奧迪TT、奧迪A4和福斯Passat。原告聲稱，根據用戶手冊的內容，正時皮帶在保養期之前就已損壞。雙方最終達成了和解，法院於2008年5月19日批准了該和解。
2008年5月22日，美國加州北區地方法院下達了一項命令，該命令宣判 Green Welling LLP 代表 2000年至 2004年間，以及 2005年款奧迪TT，所有現有和先前的車主和承租人提起的集體訴訟在全國範圍內有效。與據稱存在瑕疵的儀表組有關的訴訟和解，奧迪TT車主有權提出維修，更換或現金補償的曾經自付的維修費用，並且訴訟涉及的所有TT車主將獲得兩筆賠償，現有的四年保修延長一年（僅限於組合儀表）。

### 2.7T Quattro GmbH 概念車
在成立30週年之際，Quattro gmbH 於2001年推出了 Imola Yellow TT，它搭載了 B5 Audi RS4 的 2.7升雙渦輪增壓 V6引擎，它在 2,500 轉下產生了 280 kW（381 PS; 375 hp 馬力）和 440 N·m（325 lb·ft）rpm。這是通過使用 B5 RS4 供體車實現的，該車包括發動機，變速器，後差速器，車軸，制動器和 B5 Avant 的車輪。通過使用 RS4 動力傳動系統，奧迪能夠在通常使用橫向發動機佈局和基於 Haldex 的全輪驅動系統的汽車中使用基於托森式限滑差速器的6速 Quattro 手動變速器。

## 第二代TT Mk2 (Type 8J, 2006–2014)
2004年8月，奧迪宣布下一代TT將使用鋁合金材質製造，並於2007年投入生產。第二代 TT 的預告車款是以奧迪獵跑（Audi Shooting Brake）概念車的形式發表，該概念車在2005年的東京車展上展出。這個概念車款是對新TT的一種設計見解，但它具有棱角分明的造型和獵跑兩門掀背車的車身風格。
奧迪於2006年4月6日首次推出內部代號為 8J 的第二代TT，使用的是福斯集團A平台-A5 (PQ35)，前引擎蓋為鋁製，後部為鋼製，以提高前後重量，接近中性配重。二代 TT 提供前輪驅動或 quattro 四輪驅動的動力佈局，並且也提供2+2雙門跑車和兩人座敞篷車車型。 第二代比其前一代產品增長五英寸，加寬三英寸。正式量產是從2006年8月開始。

### 2.0 TDI quattro
奧迪在2008年日内瓦汽车展上推出柴油動力版本TT，提供了歐洲市場上第一個柴油引擎版本的奧迪TT，即奧迪 TT 2.0 TDI quattro。顧名思義，它僅提供四驅 quattro 版本，有雙門跑車（Coupé）和敞篷車（Roadster）兩種車型版本。

### TT S-Line
作為車主購車時的選配項目，可以把原廠出產的標準奧迪TT，並進行特殊的車身套件升級，使其看起來像奧迪TT-RS版本。升級項目包括固定的後擾流板和阿爾坎塔拉麂皮／真皮運動型座椅（或絲綢 Nappa 皮革，高級 Nappa 皮革可選配）。

### TTS

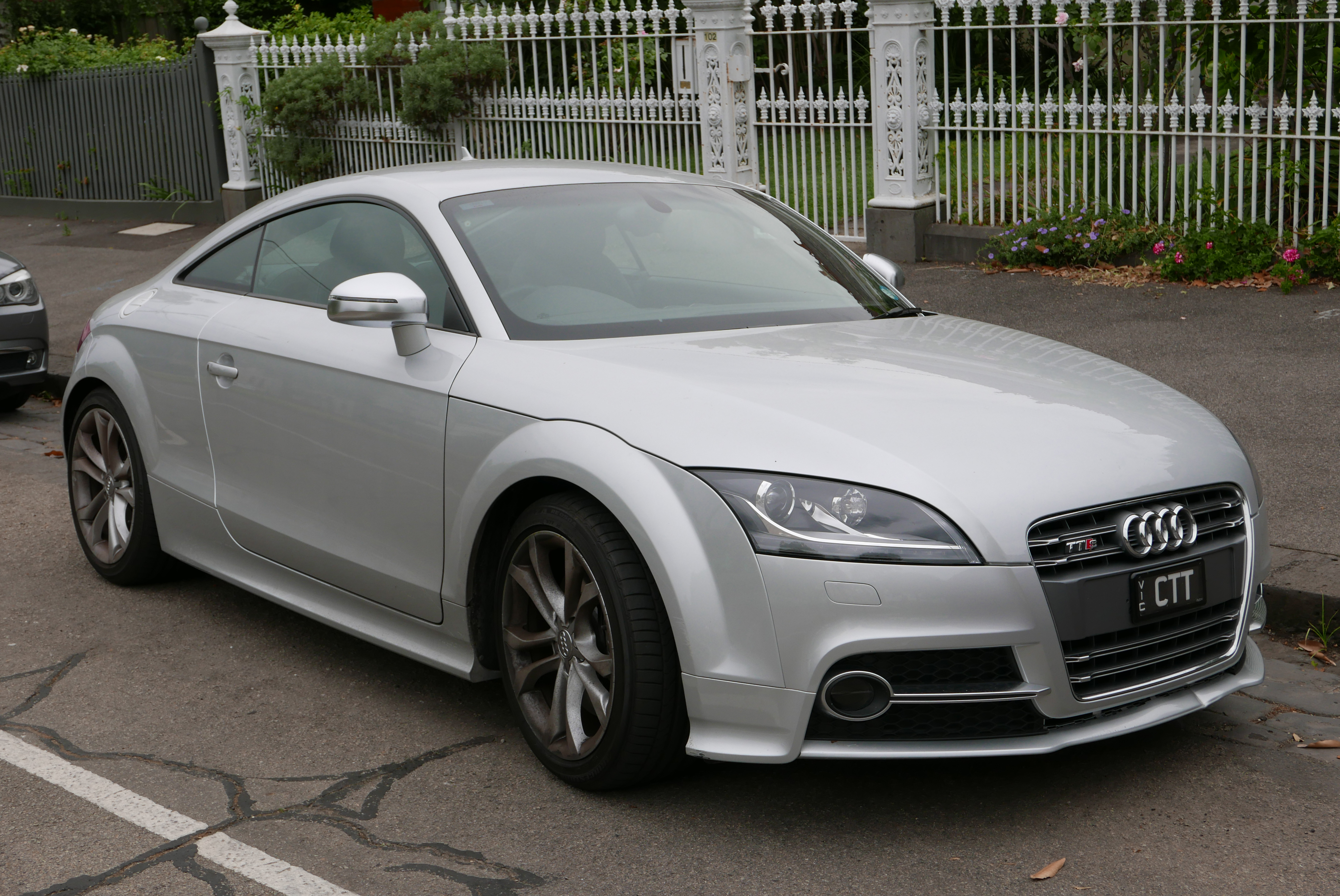
TTS 雙門跑車（澳洲）

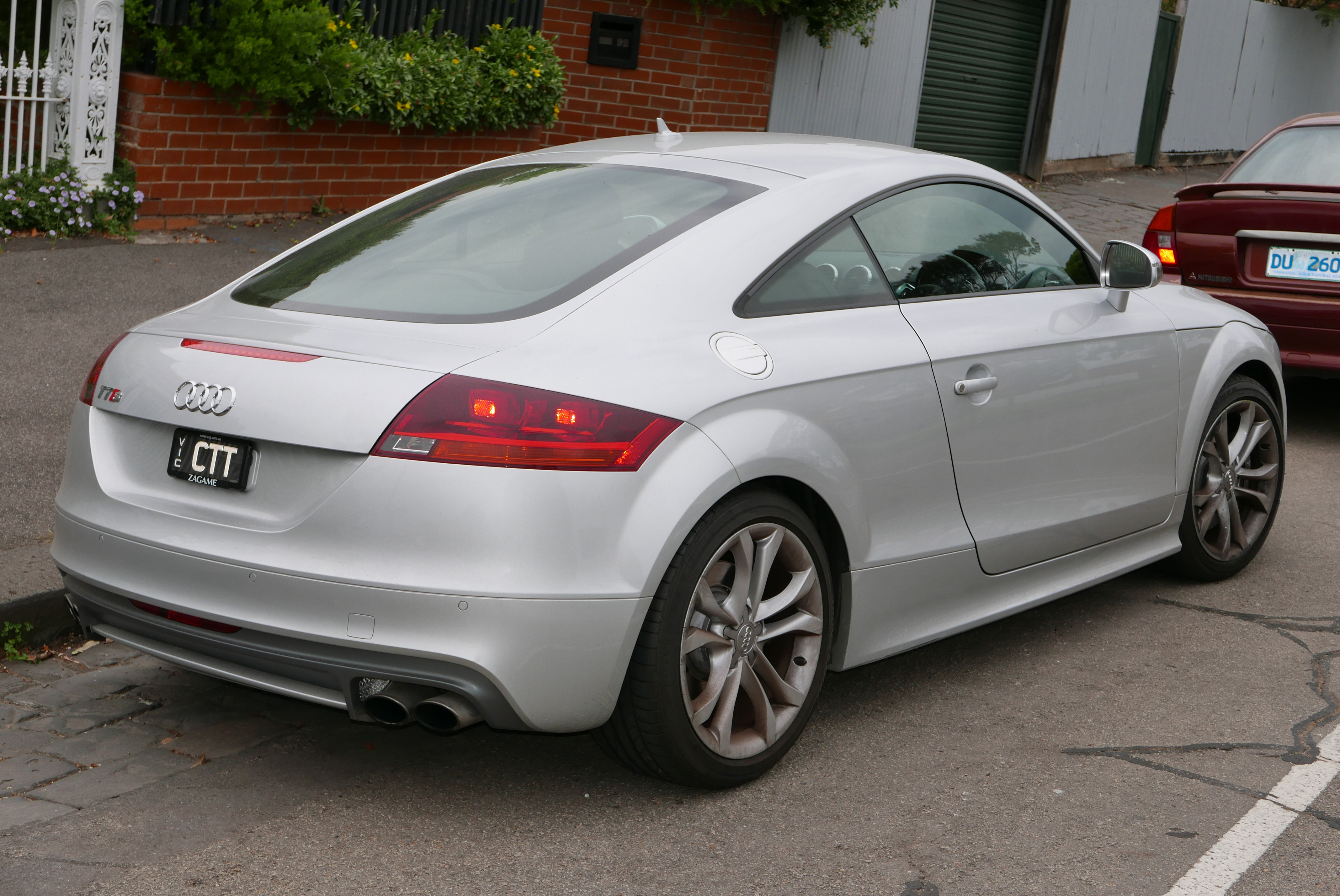
TTS 雙門跑車（澳洲）

在2008年美國底特律舉行的底特律車展（NAIAS）上，奧迪發布了首款TT系列的奧迪「S」車款：奧迪 TTS quattro。
在2008年的曼島TT賽摩托車競賽中，奧迪英國分公司提供了八輛 TTS 汽車供主辦單位作為官方用車。
TTS 車款於2008年11月在美國開始正式銷售。
2014年，在日內瓦國際汽車展上，奧迪推出了2016年式的新 TTS 車型以及標準的 2016年式奧迪TT車型。這兩種代三代 TT 型號均計劃於2015年初開始銷售。

### TT Clubsport quattro 概念車
2008年，奧迪在奧地利韋爾特湖畔珀查赫一年一度的 Worthersee Tour 上展示了第二代Audi TT的新改款：Audi TT Clubsport quattro。
雖然奧迪 TT Clubsport quattro 主要是「展示車」，但奧迪並未排除小規模生產的可能性。

### TT RS
奧迪位在德國內卡蘇姆（Neckarsulm）的奧迪高性能車款研發子公司 quattro GmbH，於2009年日內瓦車展上全球發表奧迪首款緊湊型跑車：奧迪 TT RS，並從2009年開始銷售 RS 高性能版本的奧迪 TT RS 雙門跑車（Coupé）和奧迪 TT RS 敞篷車（Roadster）車型。

### 8J 獎項
第二代TT曾獲得許多獎項，包括首屆年度駕駛汽車（Drive Car of the Year），2006年Top Gear年度雙門跑車，2006年汽車大排擋（Fifth Gear）年度風雲車，德國汽車雜誌 Auto Bild 最漂亮汽車獎和2007年世界年度風雲車最佳設計獎，並入圍世界年度風雲車。此外，HPA 版本的 TT 還獲得了2007年拉斯維加斯汽車零配件展（SEMA）跑車浪漫旅系列大獎。奧迪TT也曾經從2007年開始，連續六年贏得英國《What Car?》年度最佳雙門跑車殊榮。
2019年 iSeeCars 的一項研究將 TT 列為「壽命最長的跑車」，指出 TT 可以累積行駛超過15萬英里。

## 第三代TT Mk3 (Type FV/8S, 2014–2023)
像其前兩代一樣，奧迪TT FV/8S 也以奧迪 Allroad Shooting Brake（跨界獵跑車）概念車的形式進行了預告，在2014年的底特律車展上展出。
第三代TT在2014年的日內瓦汽車展上正式亮相。奧迪內部代號 FV/8S 的這一代 TT 是採用福斯集團MQB平台為基礎，並可以選擇 TFSI（汽油）和 TDI（柴油）兩種引擎。TT 2.0 TFSI 有兩種版本：169 kW（230 PS; 227 hp）和 370 Nm（272.90 lb-ft）扭矩的版本，以及 228 kW（310 PS; 306 hp）和 380 的版本。 NTS 中的扭矩 Nm（280.27 lb-ft）。TT 還可選配 2.0 TDI 直列四缸引擎，可產生 135 kW（184 PS; 181 hp）和 380 Nm（280.27 lb-ft）的扭矩。 quattro 全輪驅動配置 TFSI 引擎。 TDI 則採用前輪驅動系統。
第三代奧迪TT的內飾以其暖通空調（HVAC）設計而著稱，其溫度和氣流控制裝置嵌入通風孔本身，從而改善了人體工學。
第三代TT是從2016年起在美國開始銷售。因應電動車時代的來臨，奧迪在2019年5月宣布，目前的第三代TT將是最後一代，將不會再有燃油版本的後繼產品。

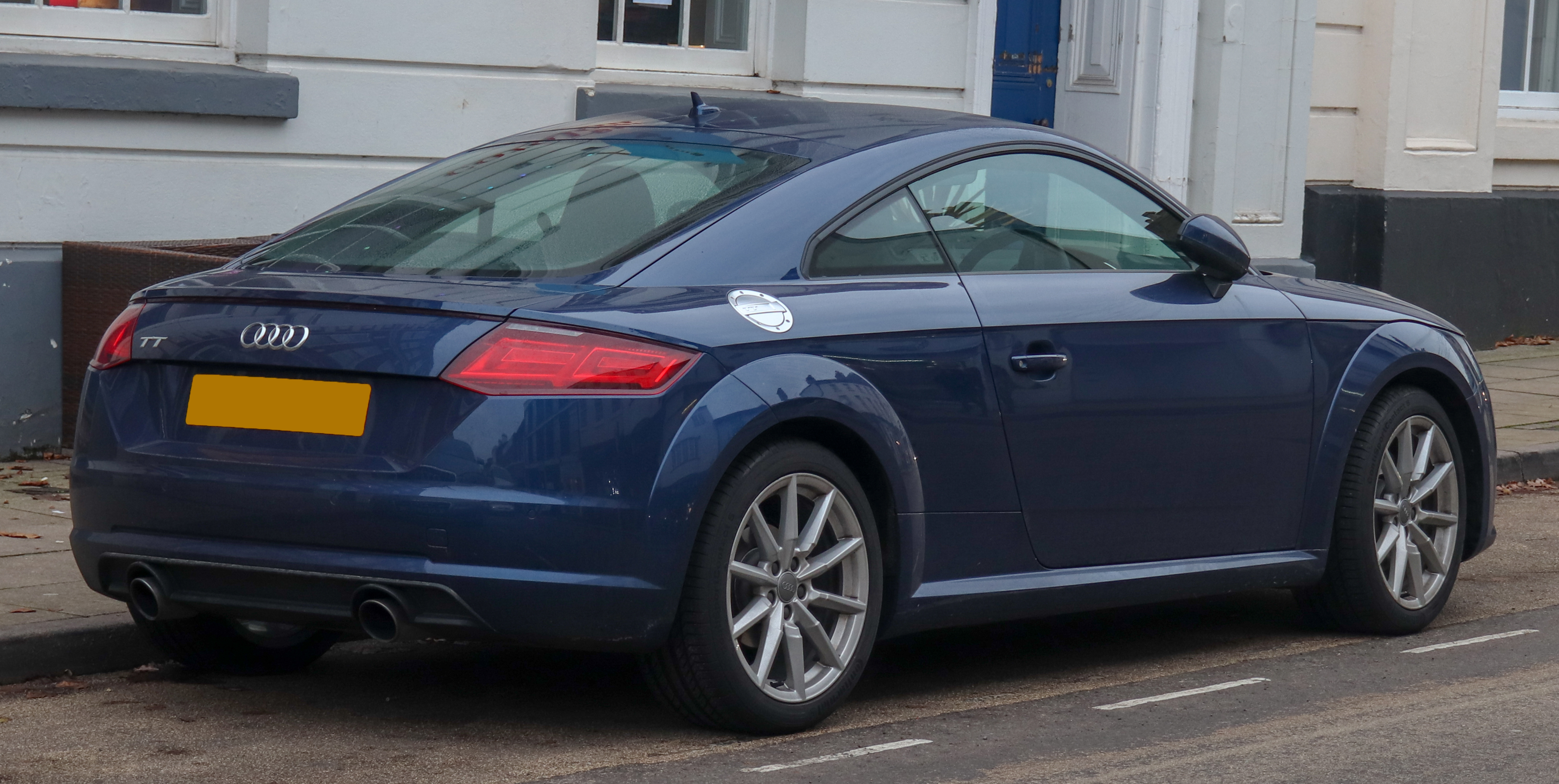
奧迪 TT 雙門跑車
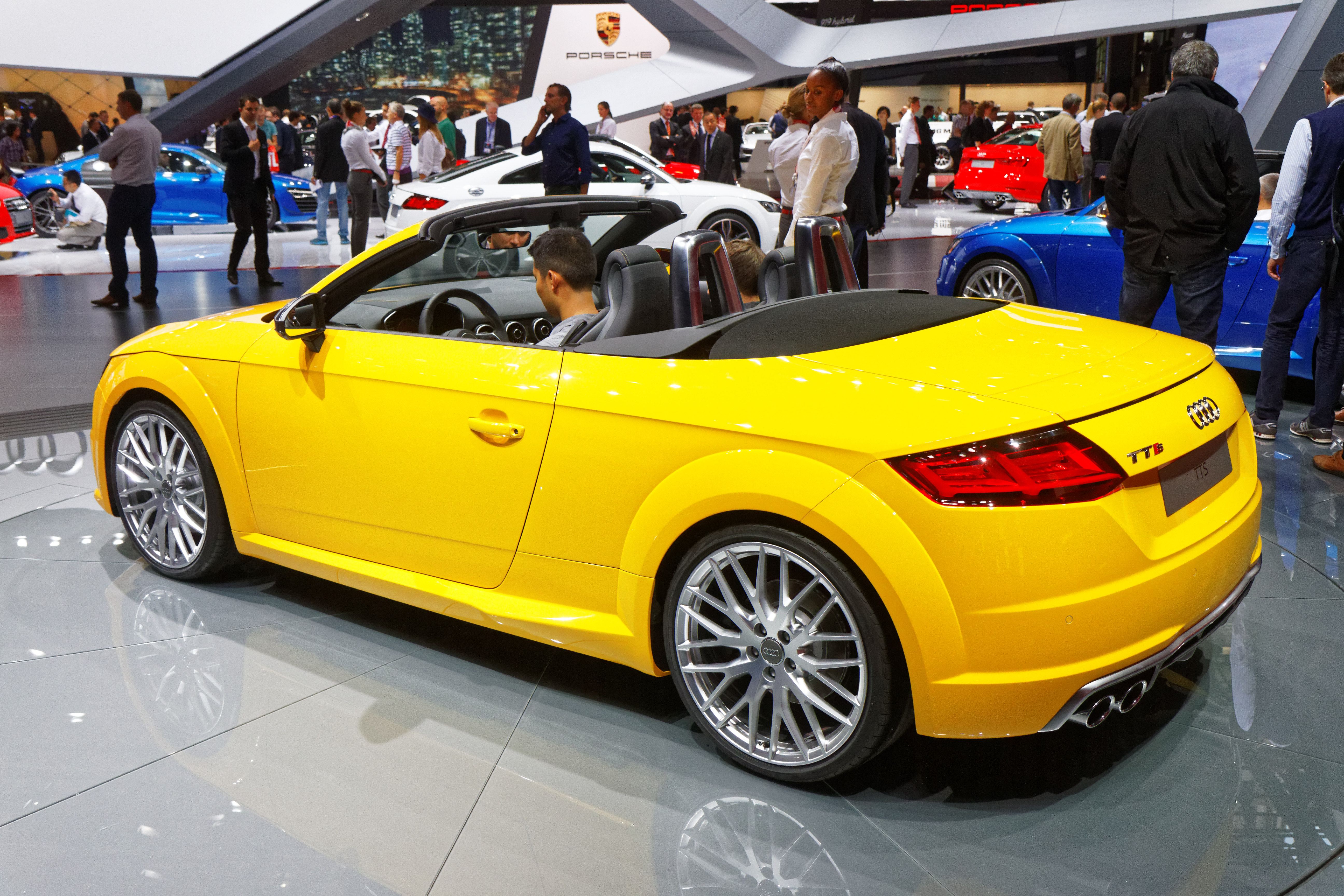
奧迪 TTS 敞篷車
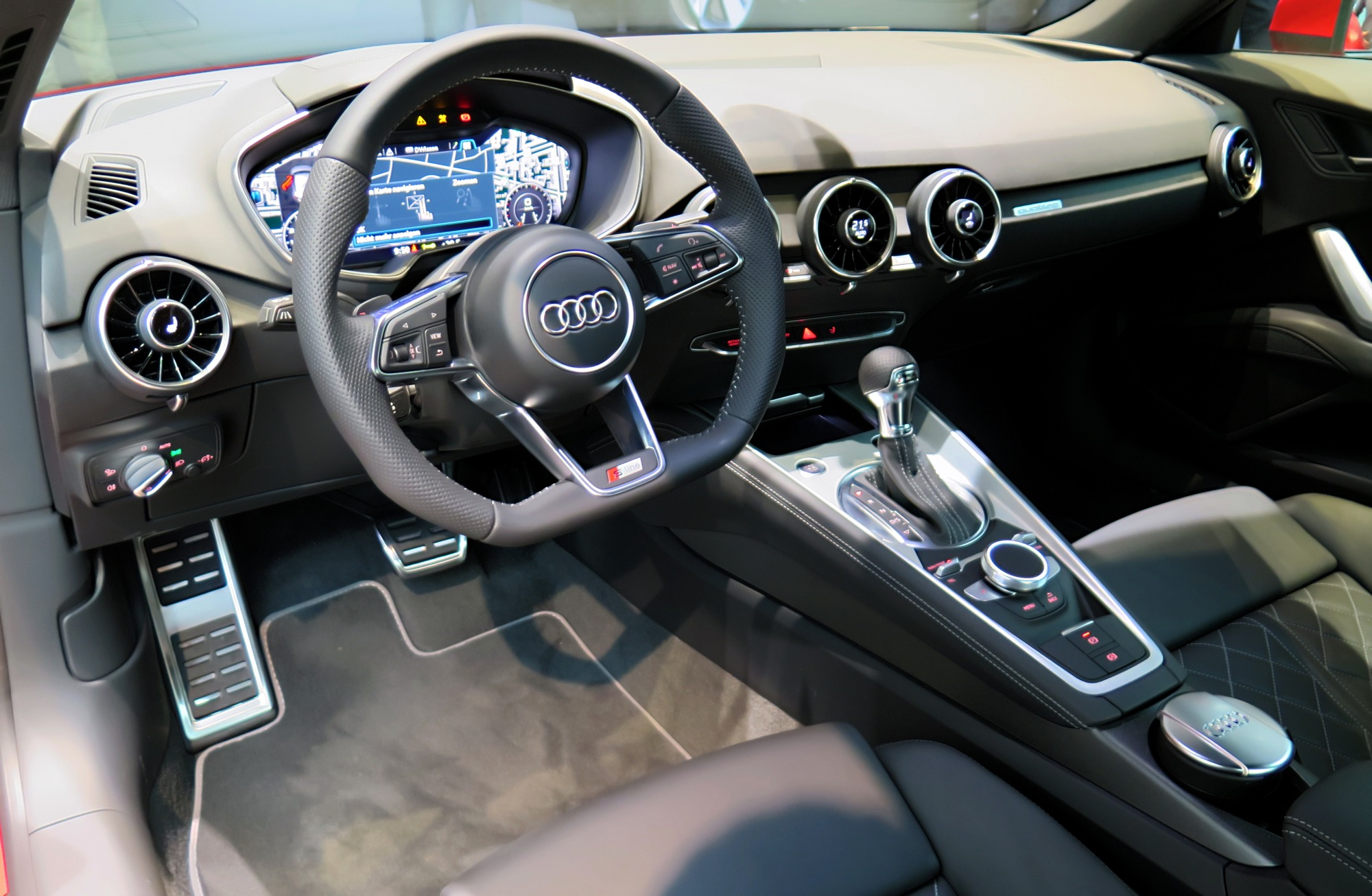
車室內裝
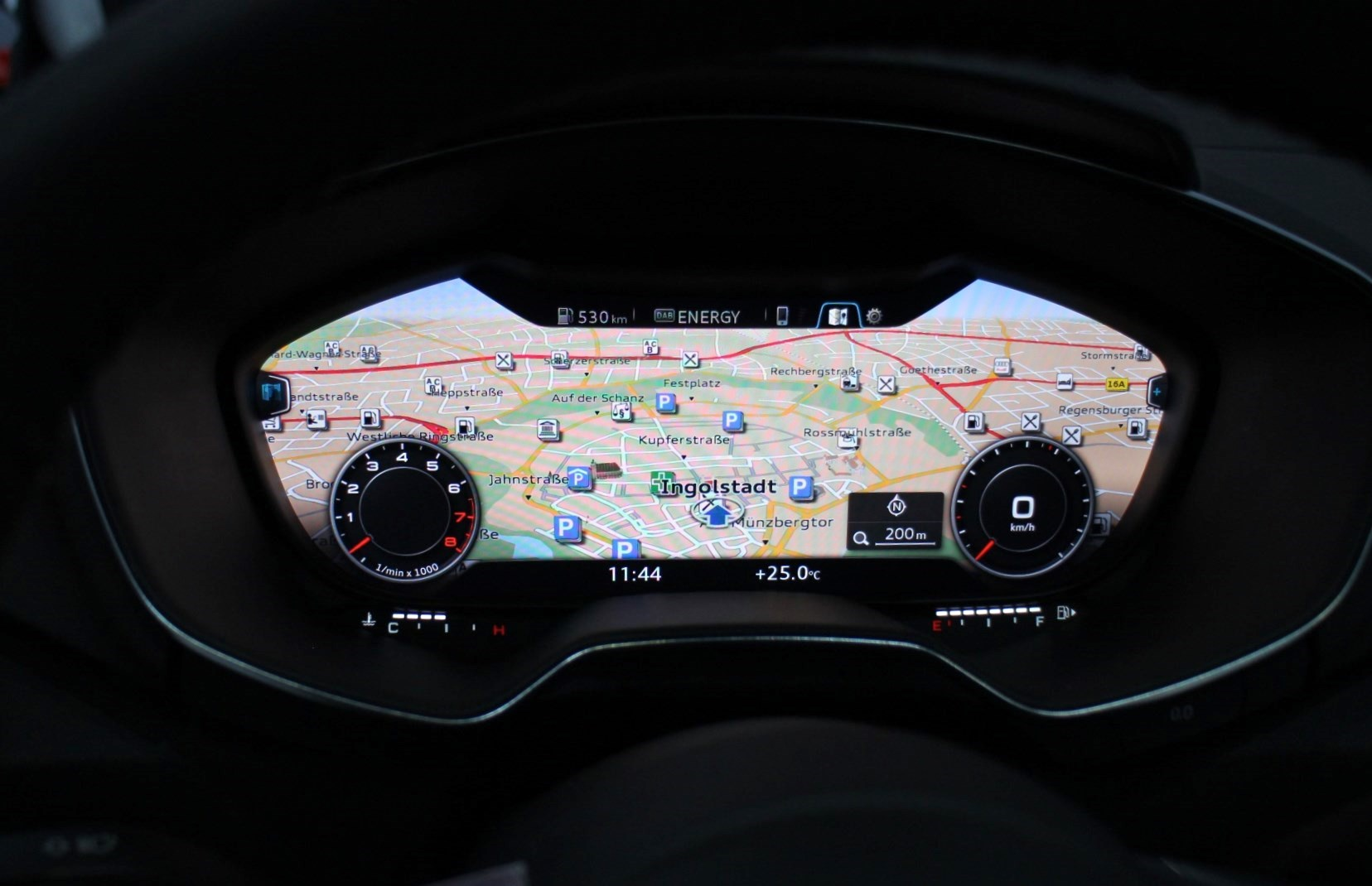
奧迪全數位虛擬座艙
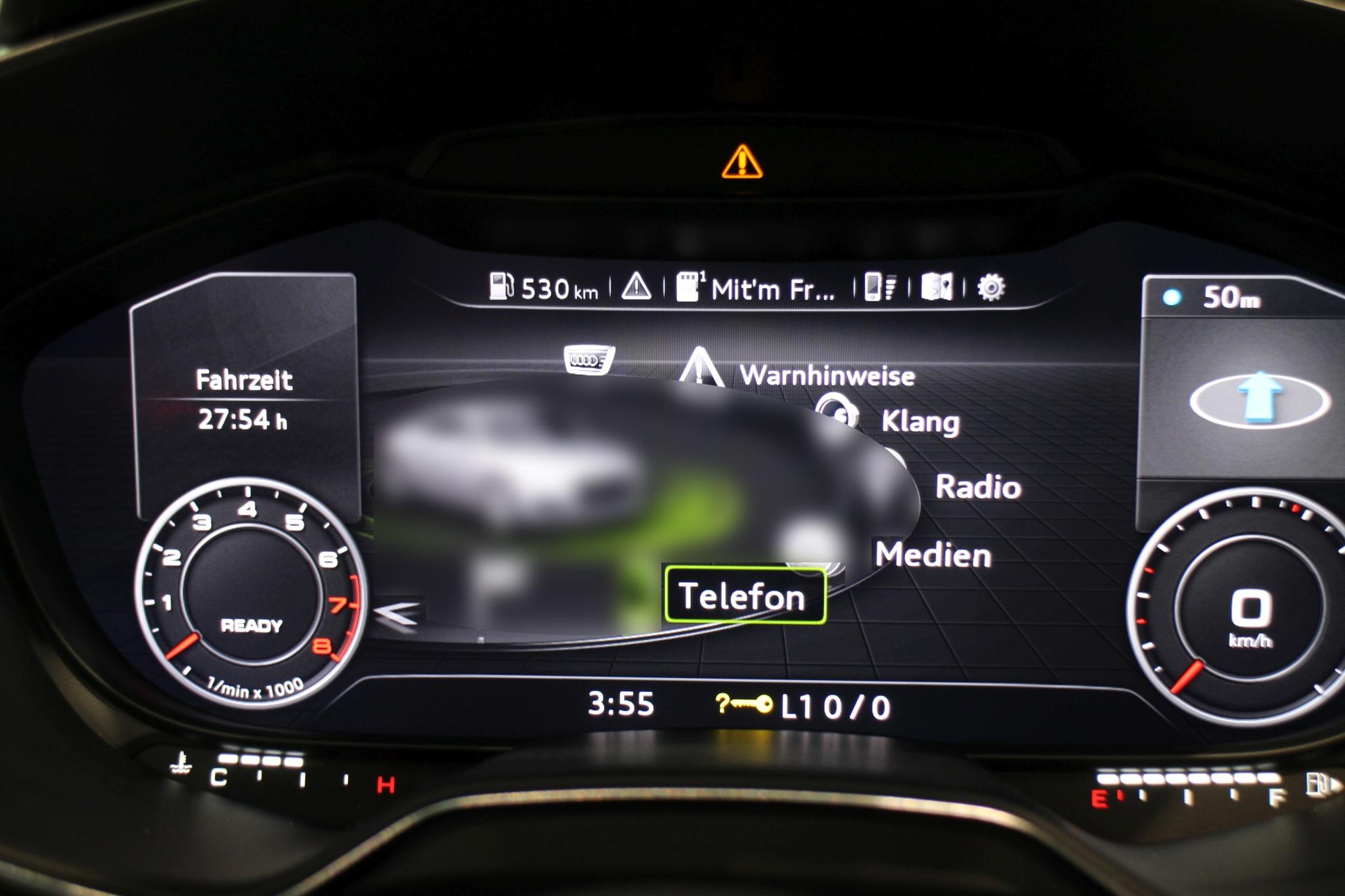
奧迪MMI系統在虛擬座艙
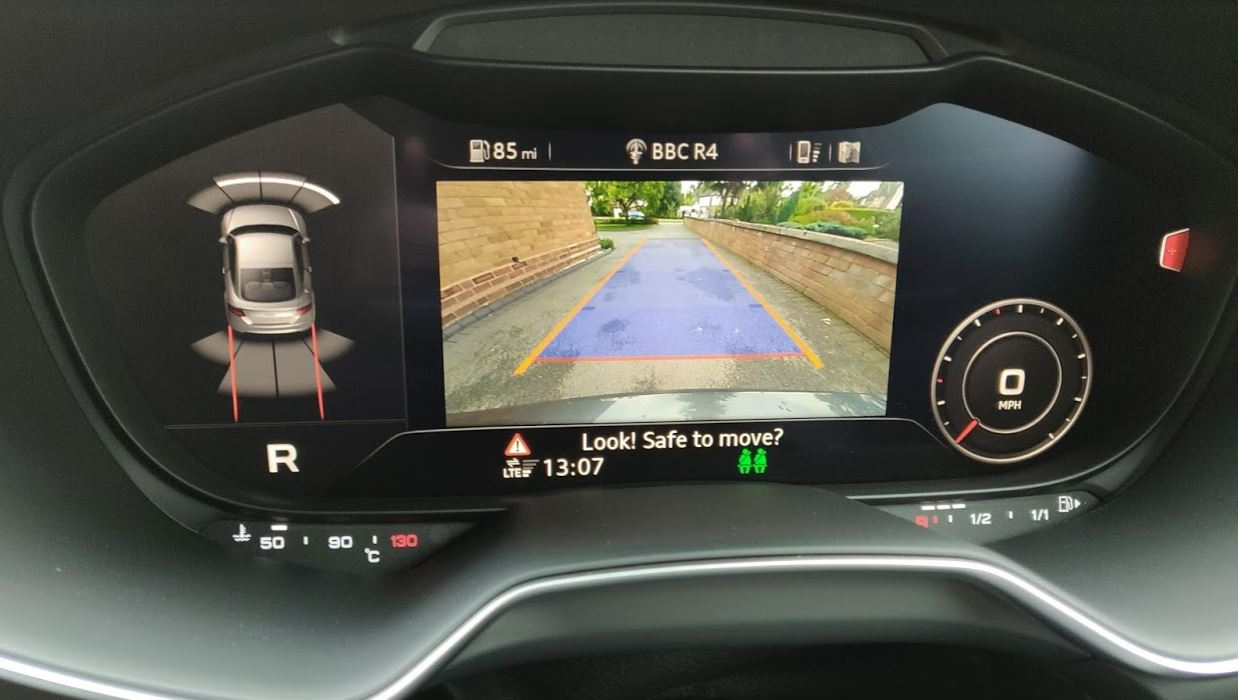
奧迪虛擬座艙上的倒車顯影
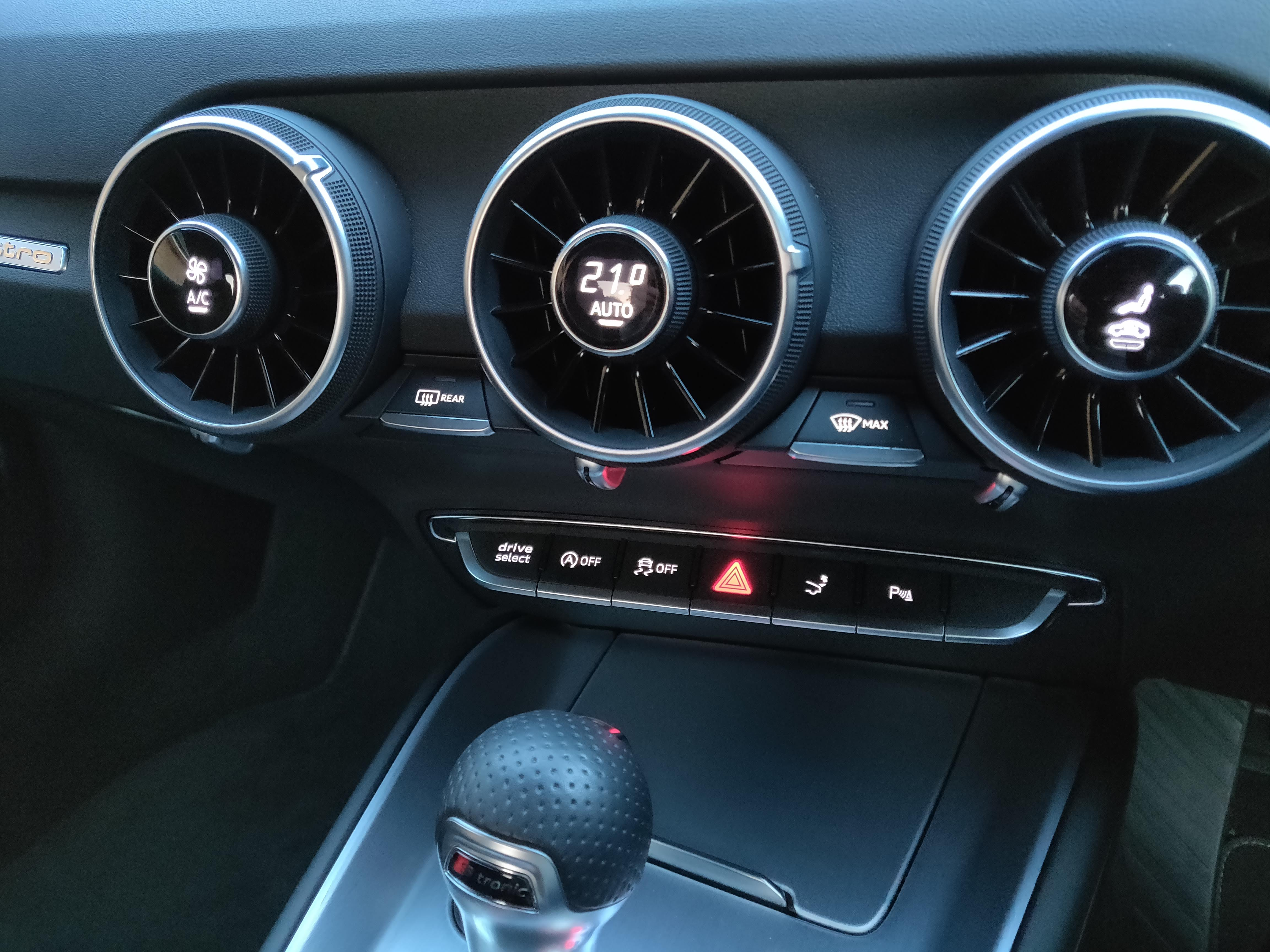
整合在通風孔中的空調控制系統
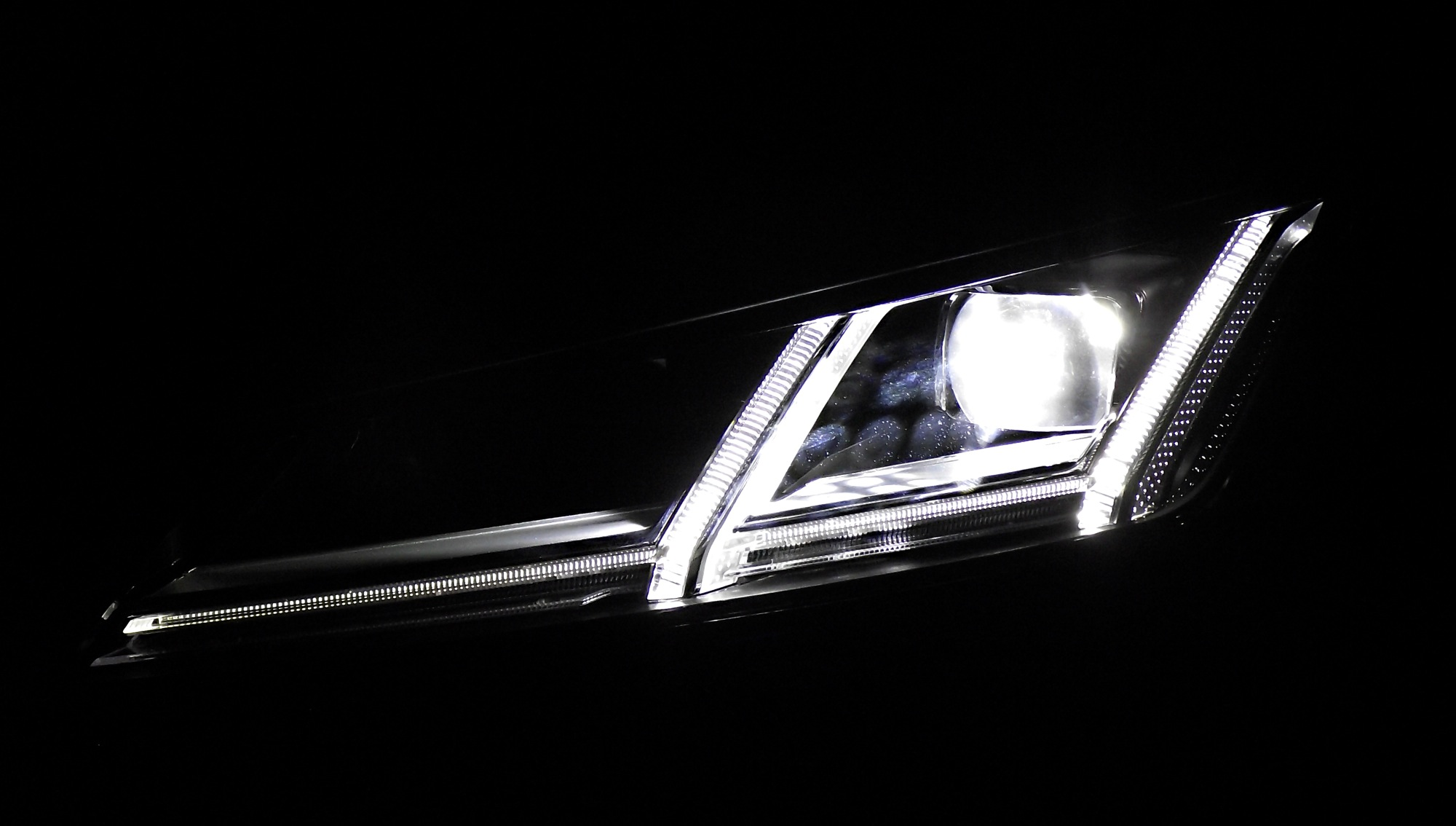
奧迪 Matrix LED 頭燈
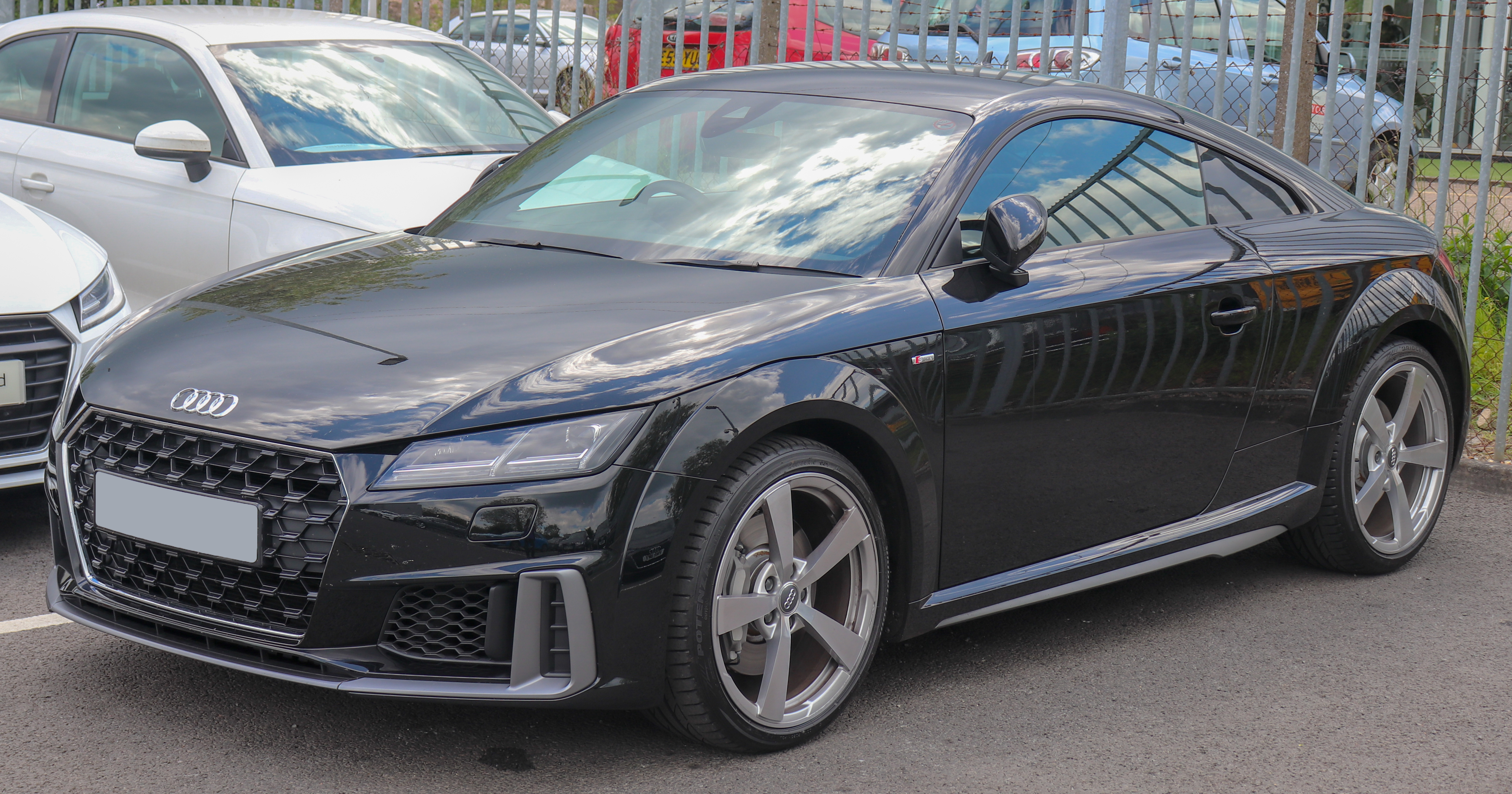
奧迪TT S-Line套件改裝
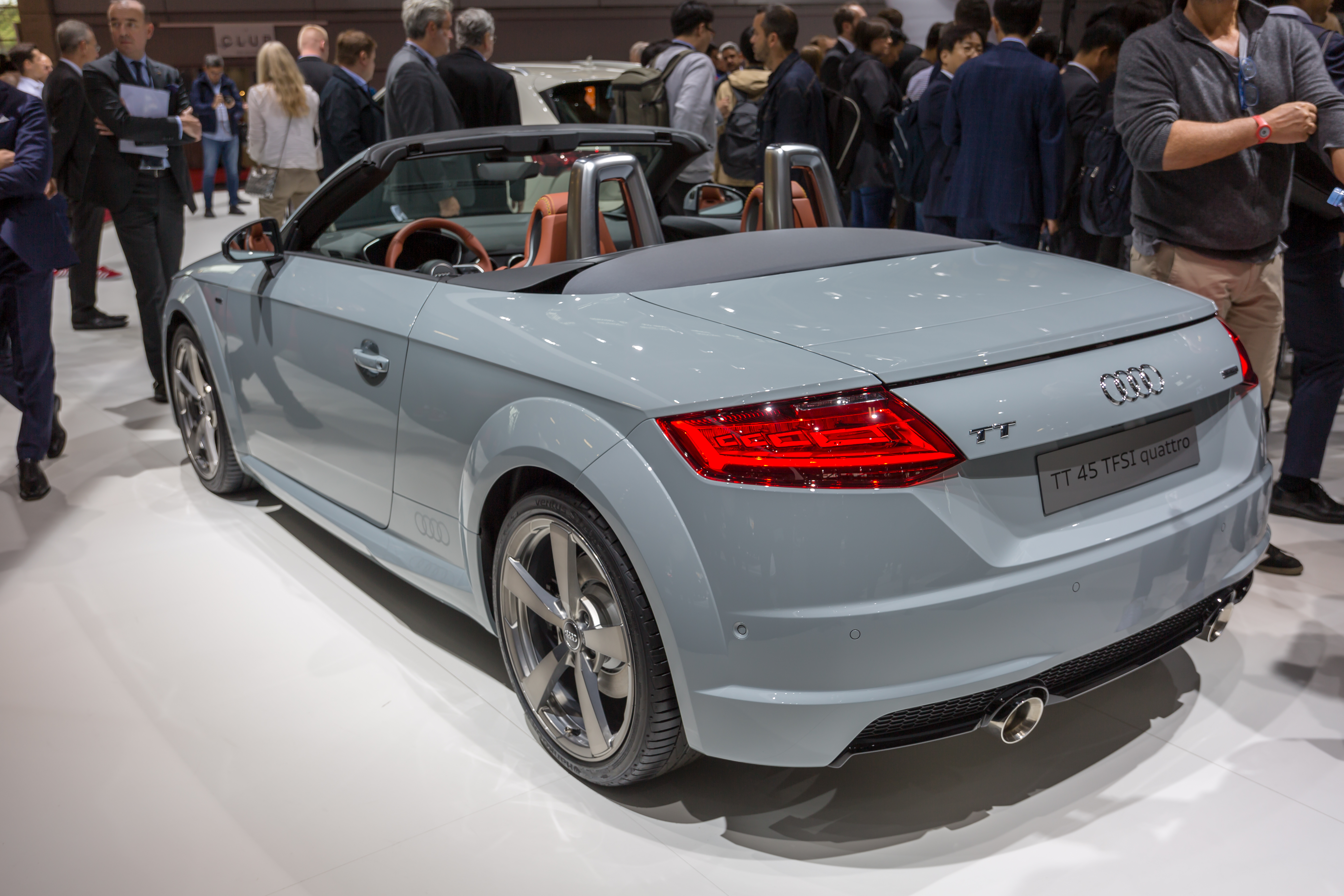
奧迪TT 敞篷車款

### TT RS
2016年奧迪宣布推出基於MQB平台的 Audi TT RS 跑車（Coupé）和敞篷車（Roadster），採用奧迪著名的五缸2.5升 TFSI 引擎，可產生 294 kW（400 PS; 394 hp 馬力）和 480 Nm（354 ft-lbs）的扭矩在轉速介於 1,700 至 5,850 轉之間。TT RS 車款全部標配奧迪的 quattro 智慧型恆時四輪傳動系統，並且標配 7 速 S-tronic 自動變速箱。

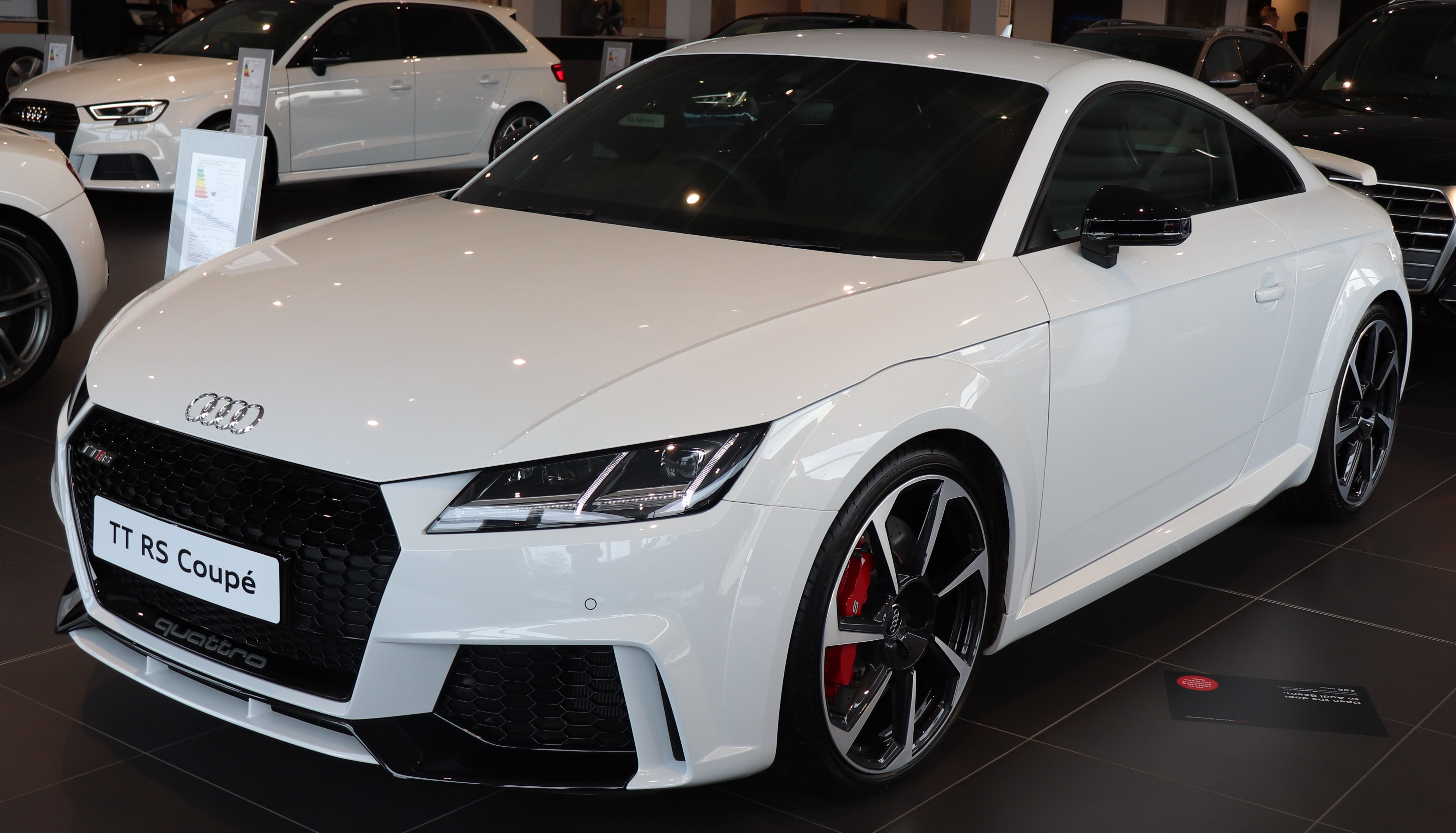
奧迪 TT RS（標準版）
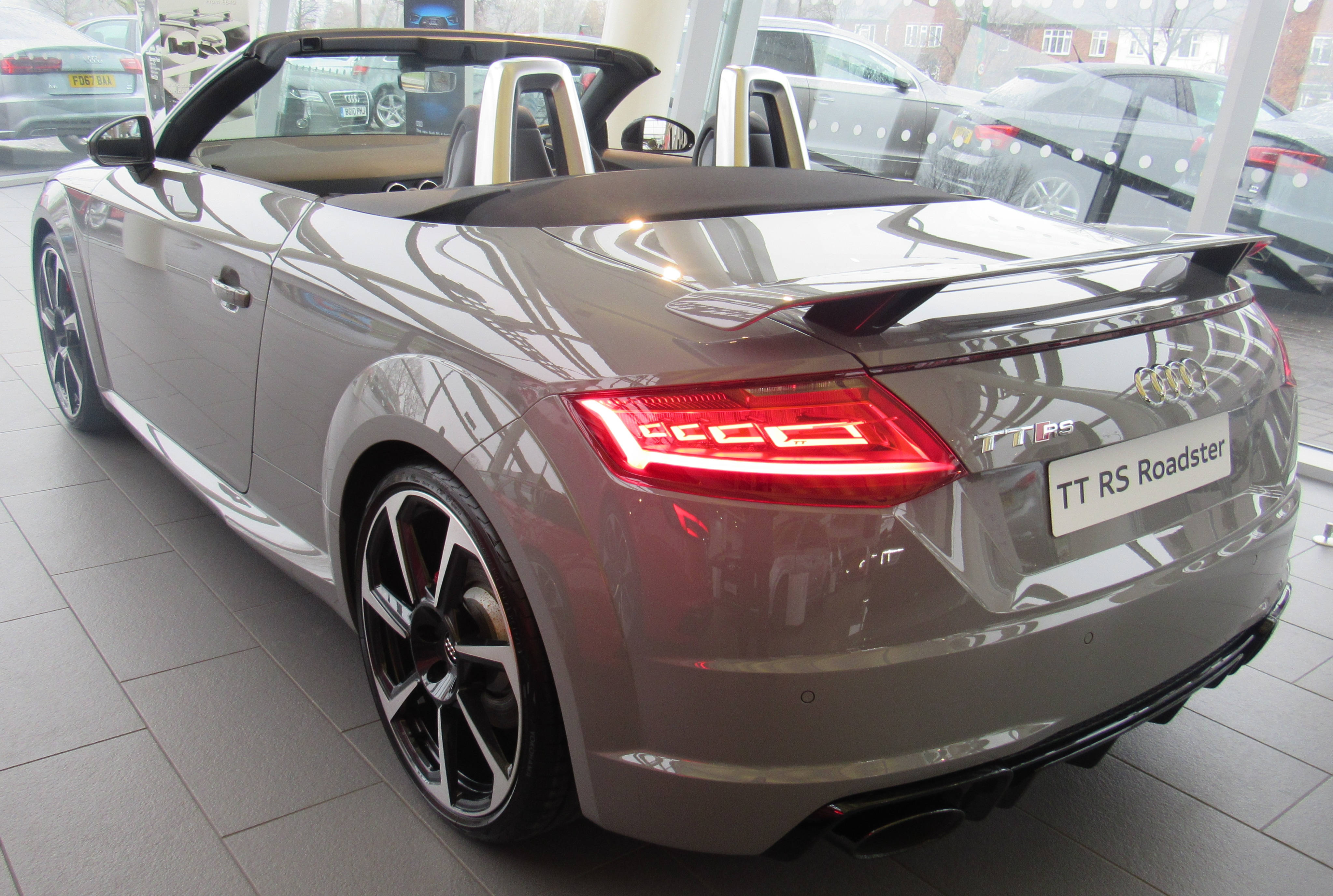
奧迪 TT RS 敞篷車（標準版）
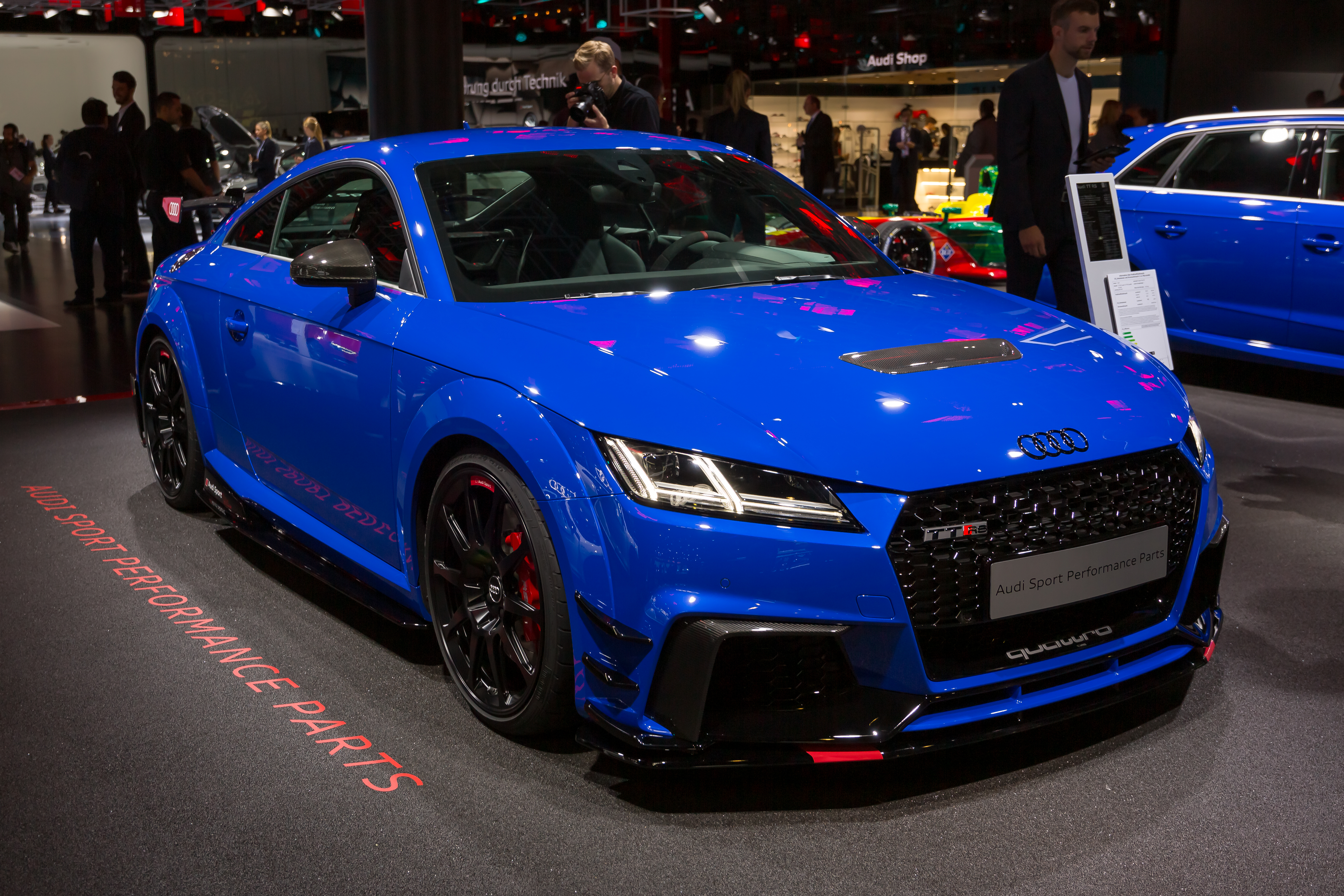
奧迪 TT RS（Audi Sport 套件）
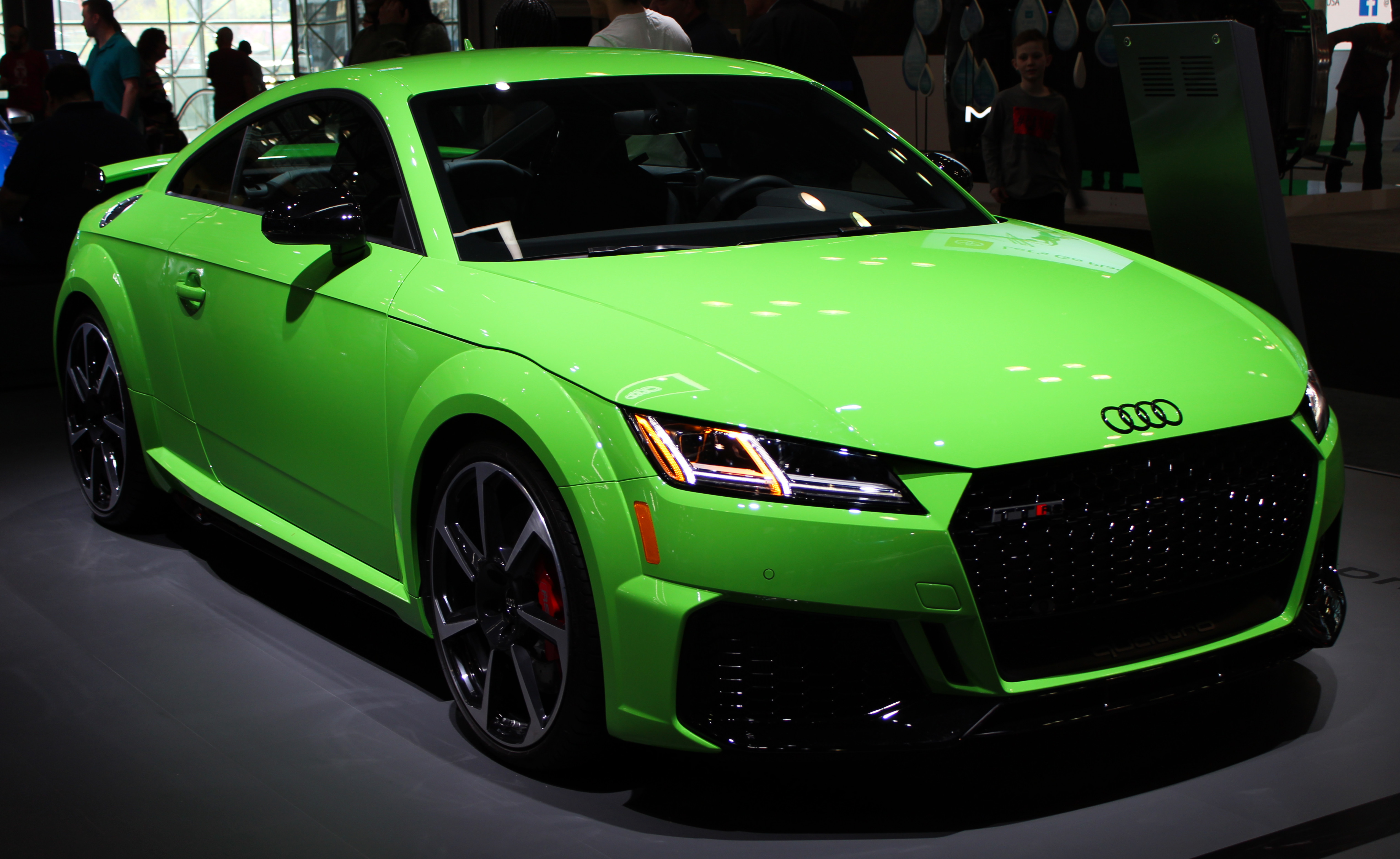
奧迪 TT RS（小改款版）
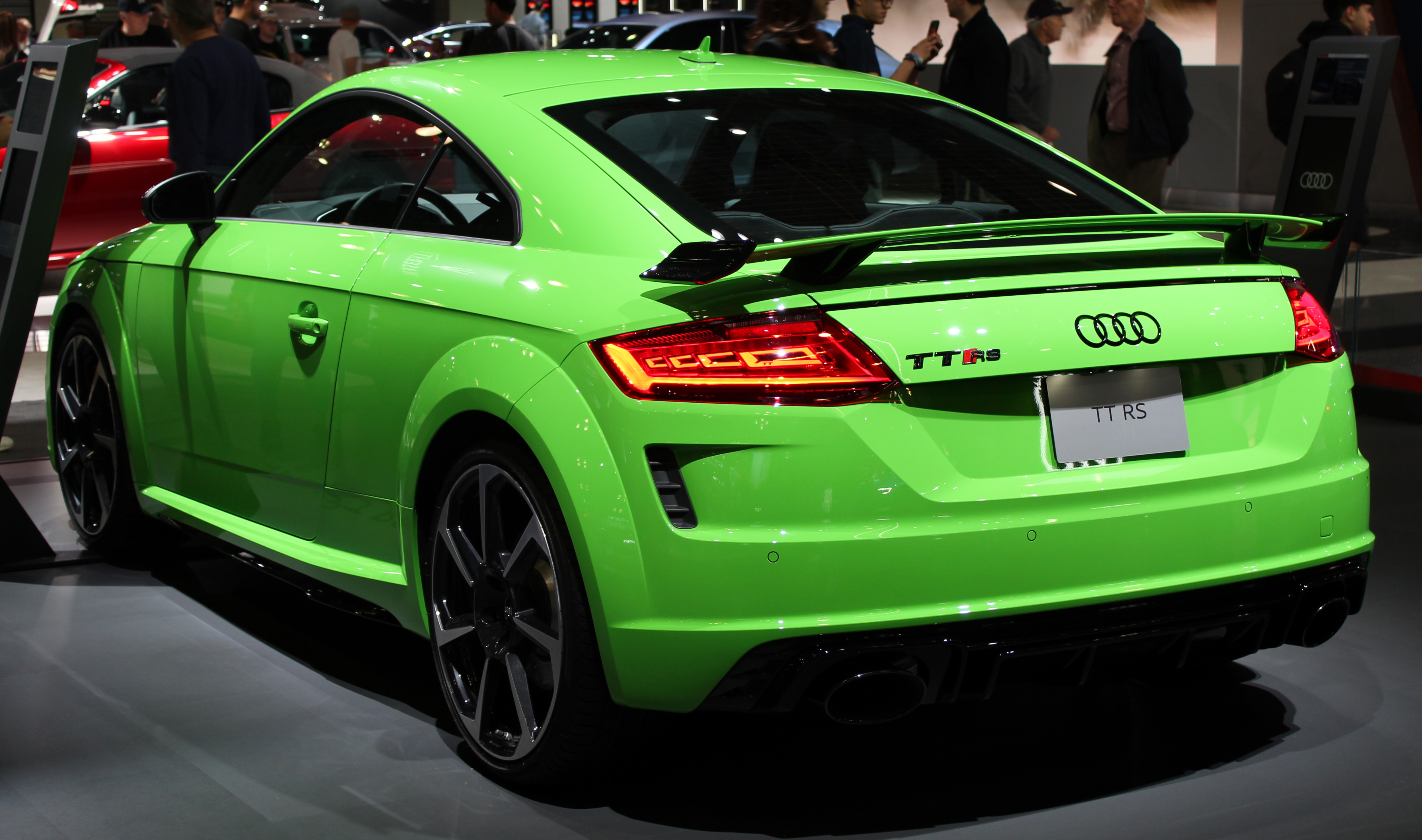
奧迪 TT RS（小改款版）

## 賽車運動
在知名賽車運動米其林 Pilot 挑戰賽（Michelin Pilot Challenge）的街道級（Street Tuner class）賽事中，Istook's 賽車隊目前使用 Revo Technik 贊助的奥迪TT來作為參賽車輛。
來自德州沃斯堡的 RS Werkes 賽車隊（Istook's Motorsports），在2012年，2013年和2014年以第一代 TT RS 參加美國 Grand Am GS 級別的賽事。
奧迪TT RS 曾在2009年利曼24小時耐力賽中被使用作為賽道安全車。
ABT Sportsline 賽車隊引進奧迪TT車款進入德國房車大師賽（DTM）賽事，並且由車手 Laurent Aïello 在2002年奪冠
。Istook's Motorsports 賽車隊也採用 TT 參加美國賽車俱樂部（SCCA）主辦的世界大賽。由於他們以TT投入賽車運動，他們在2011年7月獲得了首款美國版TT-RS。

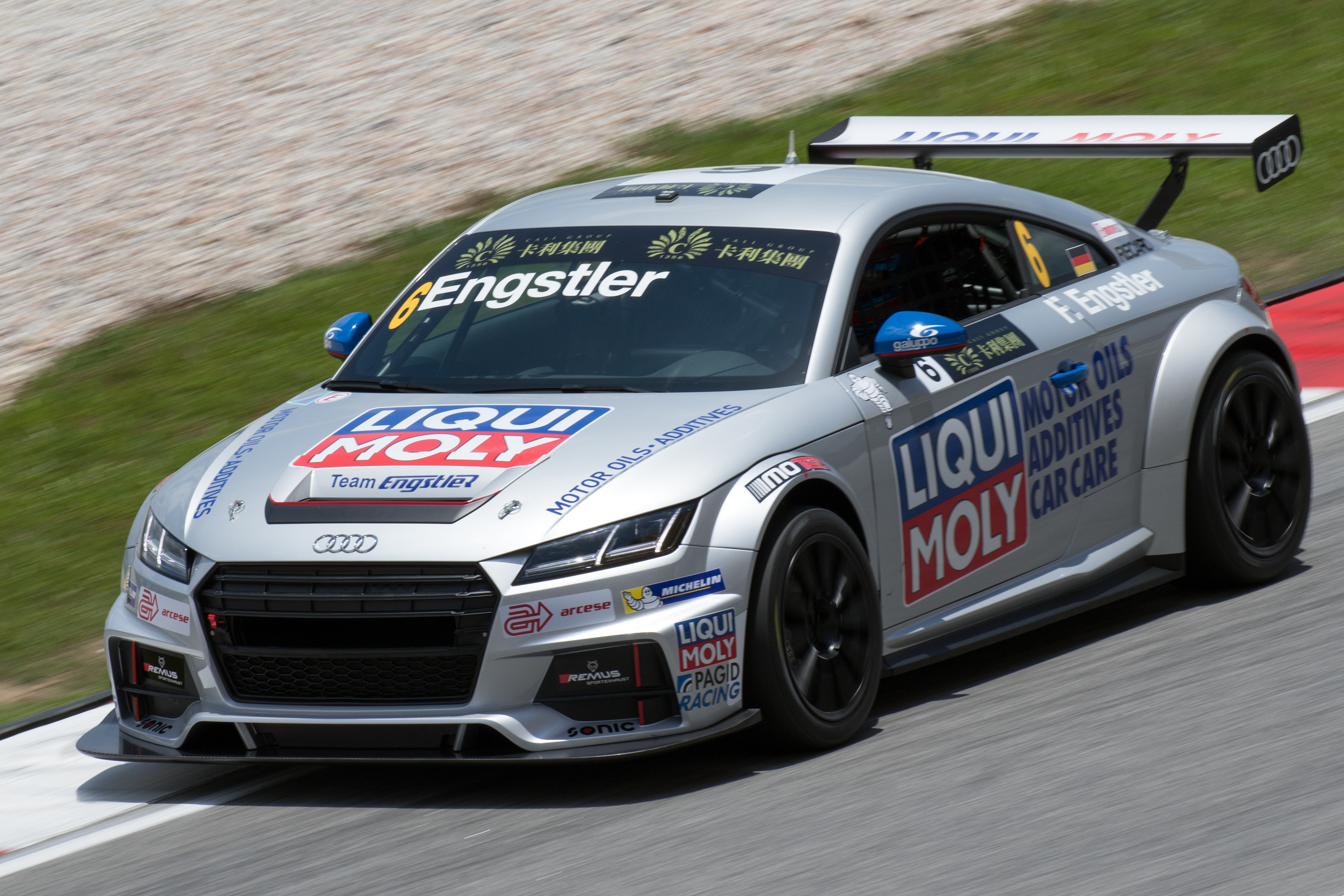
2015年奧迪TT盃於2015年TCR國際系列賽
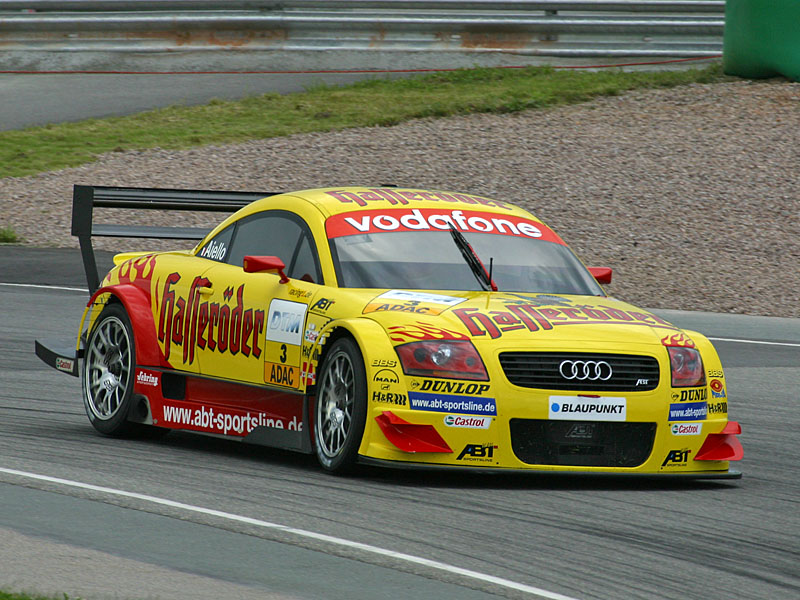
ABT Sportsline的奧迪TT-R在DTM中參賽

## 奧迪TT越野版
奧迪TT越野概念車是奧迪TT的休旅車（SUV）概念車版本，在2014年中國北京国际汽车展览会上首次亮相。

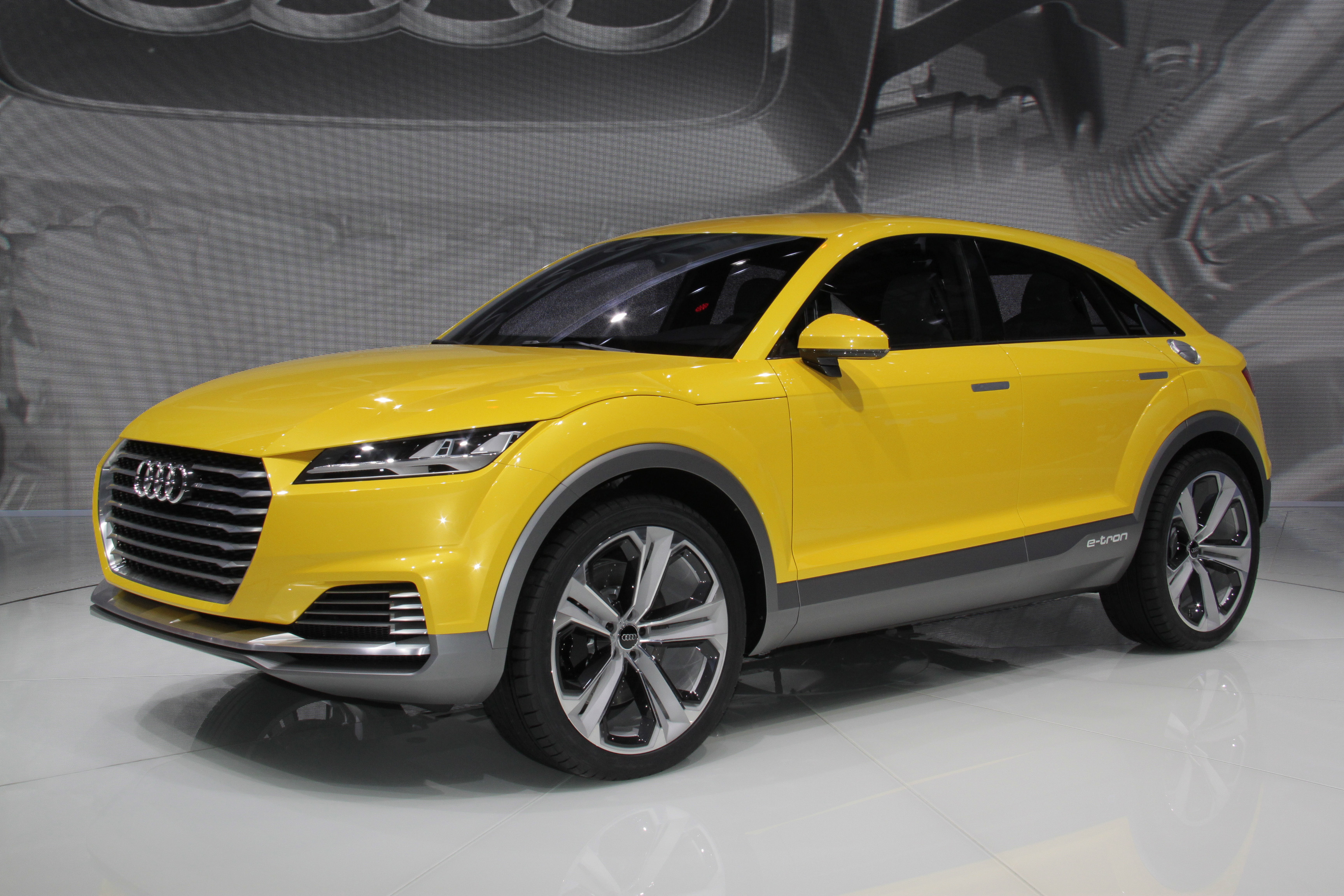
奧迪 TT 越野概念車

## 行銷
由於奧迪對漫威電影宇宙的大力贊助，TTS跑車曾在《復仇者聯盟2：奧創紀元》中客串演出，並且TTS敞篷車型也曾在蜘蛛人：返校日中由蜘蛛人 Peter Paker 來駕駛。

## 文獻
- Lewandowski, Jürgen, Staretz, David, Völker, Herbert: Das TT Buch. Delius Klasing, Bielefeld 1999, ISBN 3-7688-1117-4.
- Ruppert, James: Audi TT – The complete Story. The Crowood Press, Marlborough 2003, ISBN 1-86126-585-9 (in englisch)
- Maxeiner, Dirk, Lewandowski, Jürgen, Vann, Peter: Excittement – Die neue Generation des Audi TT. Delius Klasing, Bielefeld 2006, ISBN 3-7688-1881-0.
- Kraus-Weysser, Folker: Audi TT. Steiger, Augsburg 1999, ISBN 3-89652-189-6